# Литературная премия освобождения бураку
Литературная премия освобождения бураку (яп. 部落解放文学賞 Бураку кайхо: бунгаку сё:) — литературная премия Японии. Учреждена в 1974 году Лигой освобождения бураку. Курируется штаб-квартирой Лиги и осакским «Институтом освобождения бураку и прав человека». Принимаются произведения буракуминов и других, выражающие протест против дискриминации. Список кандидатов публикуется в «Газете освобождения» (解放新聞). Церемония награждения проводится в марте на годичной сессии Лиги. Произведения, участвующие в конкурсе, публикуются в специальном выпуске журнала «Освобождение бураку» (部落解放). Учреждению премии предшествовал выпуск Лигой поэтической антологии и сборника работ просветительского характера по вопросам дискриминации буракуминов. В числе лауреатов буракумин Кадзуо Исикава (за поэзию танка), пострадавший от полицейского произвола и дискриминации в известном деле Саямы.

## Номинации
- образовательная литература
- репортаж
- проза
- поэзия
- детская литература
- драма
- критика

## Жюри
В разные годы в составе жюри премии активно участвовали:
- Мицухару Иноуэ (писатель)
- Ёситомо Имаэ (детский писатель)
- Сатоси Камата (публицист)
- Ититаро Кокубун (педагог и исследователь детской литературы)
- Румико Кора (поэтесса, феминист)
- Кадзуо Куроко (литературовед)
- Кэн Миямото (драматург)
- Суэо Муракоси (учёный, специалист по вопросу дискриминации буракуминов)
- Хироси Нома (писатель)
- Минпэй Сугиура (писатель)
- Вахэй Татэмацу (писатель)
- Тодзабуро Оно (поэт)
- Рё Уэно (детский писатель)
- Сиро Хасэгава (писатель)
- Тэцу Хидзиката (писатель)
- Харуо Ямасита (детский писатель)